# Tüfek
Il Tüfek è la variante dell'archibugio sviluppata dagli armaioli dell'Impero ottomano per armare le truppe di fanteria del Osmanlı İmparatorluğu Ordusu: il corpo scelto giannizzeri prima (sin dal XV secolo) e la truppa non specializzata degli azap (fond. i Tüfekçi) sin dal XVII secolo.
Il vocabolo "tüfek", in lingua turca, ha oggi generico significato di "fucile", avendo i turchi iniziato a far ricorso al vocabolo "Arkebüz" per indicare l'archibugio.

## Storia
Gli ottomani entrarono in contatto con i moderni archibugi, sviluppati in Europa occidentale a partire dallo schioppetto tardo-medievale, combattendo contro il Regno d'Ungheria di Mattia Corvino (1458-1490), il primo sovrano cristiano ad arruolare in pianta stabile delle truppe di archibugieri in buon numero (1 ogni 4 soldati). Impegnato a contenere la pressione dei turchi del sultano Maometto II, dilagati in Europa dopo la Caduta di Costantinopoli (1453), Corvino aveva radunato presso di sé il meglio che le diverse truppe di mercenari europei potessero offrire, sia per ciò che concerne la tattica che per ciò che concerne l'avanzamento tecnologico negli armamenti. Maometto II non fu da meno dell'Ungherese e, sulla sua scia, intensificò il ricorso all'arma da fuoco portatile nelle sue truppe private (Kapıkulu). Furono per primi i giannizzeri ad essere regolarmente armati di archibugio, in sostituzione del tradizionale arco turco che restò comunque in uso sino al XVII secolo.

## Descrizione
Rispetto al suo equivalente europeo, il tüfek presenta alcune sostanziali differenze:
- la canna è realizzata in acciaio damasco saldato, più robusta e meno soggetta a deformazioni/malfunzionamenti;
- la "nocca" della culatta è molto pronunciata;
- il calcio ha forma piramidale e sezione esagonale.

Il meccanismo di accensione del tüfek restò per molto tempo a serpentina. I giannizzeri, primi massicci utilizzatori dell'arma, preferirono infatti il meccanismo a miccia al meccanismo a ruota data la sua maggior robustezza ed affidabilità. Come i tercios del Regno di Spagna, legati all'archibugio "a miccia" nel pieno Seicento, anche i giannizzeri, dati i variegati campi di battaglia sui quali si trovavano a combattere (dalle paludi dell'Ucraina, ai deserti del Levante sino alle montagne dell'Iran), preferivano un'arma necessitante di scarsa manutenzione.
Nella seconda metà del XVII secolo, quando divenne necessario armare un sempre più nutrito numero di fucilieri, l'Ordusu risolse di fornire alle reclute azap armi con meccanismo "a pietra focaia" di produzione olandese ma le canne continuarono ad essere realizzate da armaioli ottomani. Nel XVIII secolo, invece, Istanbul cominciò ad importare il meccanismo d'accensione detto "alla morlacca" dall'Italia (fond. Brescia).
La considerevole mole della culatta e del calcio, nel tüfek, lasciavano una grande quantità di spazio a disposizione per i decoratori. Le armi da fuoco ottomane, tanto quanto le armi bianche, si denotano infatti per una particolare ricchezza nell'apparato decorativo.